# Новая Верейка
Но́вая Вере́йка — посёлок Мачинского сельсовета Тамалинского района Пензенской области. На 1 января 2004 года — 7 хозяйств, 13 жителей.

## География
Посёлок расположен на северо-востоке Тамалинского района, в 5,5 км к югу от села Григорьевка. Расстояние до центра сельсовета деревни Санниковка — 6,5 км, расстояние до районного центра пгт. Тамала — 32 км.

## История
По исследованиям историка — краеведа Полубоярова М. С., посёлок образован в 1914 году переселенцами, которые выкупили земли у помещицы Раслиной. Название произошло от слова Верея — небольшой клин, полоса луга, поля, леса (по В. И. Далю). В 1930 году — в составе Большекорневского сельсовета Чембарского района, в 1955 году — Плетнёвского сельсовета Свищёвского района. До 2010 года — входил в Григорьевский сельсовет. Согласно Закону Пензенской области № 1992-ЗПО от 22 декабря 2010 года передан в Мачинский сельский совет.
В 50-х годах XX века в посёлке располагалась бригада колхоза имени Г. М. Маленкова.

## Численность населения
| год                | 1926 | 1930 | 1959 | 1979 | 1989 | 1996 | 2004 |
| ------------------ | ---- | ---- | ---- | ---- | ---- | ---- | ---- |
| количество жителей | 92   | 70   | 44   | 41   | 37   | 26   | 13   |